# Història de Jamaica
Aquest article tracta sobre la història de Jamaica. Abans del seu descobriment per Cristòfor Colom el 1494 l'illa de Jamaica va ser ocupada i habitada per diverses tribus emigrants de la zona del Carib. Els últims habitants nadius van ser els Indis arawaks. Aquests pobladors que provenien en gran part de la raça arawak va ser exterminada fonamentalment per dos motius: les condicions d'esclavitud que van imposar els colons espanyols i les malalties que van portar.

## Període anglès
L'any 1654 Oliver Cromwell va enviar al Carib una expedició naval (la Western Design) comandada per l'almirall William Penn i el general Robert Venables, amb l'objectiu d'establir a la zona una base d'operacions des de la qual poder contrarestar militarment l'auge d'Espanya a les Índies. Després d'un atac fallit a Santo Domingo, a L'Espanyola, Penn i Venables es van dirigir a Jamaica, on les escasses i mal armades forces del governador espanyol Cristóbal de Isasi (1.500 homes) es van retirar de la ciutat de Santiago de la Vega, deixant-la als anglesos. Edward D'Oyley va ser nomenat governador. Durant la Guerra anglo-espanyola que va seguir, Isasi i els seus homes juntament amb alguns esclaus van fustigar als anglesos fins que el 1660 els espanyols es van retirar definitivament cap a Cuba. Els filibusters es van assentar a l'illa de la Tortuga, i en unió dels bucaners van ajudar a Anglaterra apoderar-se de Jamaica.
En 1662 el pirata Christopher Mings, acompanyat de Henry Morgan, a l'octubre assetja Santiago de Cuba, i després de 5 dies robant i incendiant, torna a Jamaica. Mings va participar en múltiples actes de pirateria, incloent l'assalt a Campeche, a Mèxic, en 1665 el pirata holandès Edward Mansveldt, o Edward Mansfield, qui tenia la seva base a Jamaica al costat d'altres pirates, fa incursions fins a la seva mort el 1667. Mansveldt va participar en l'atac a Santiago de Cuba dirigit per Mings, i en el de Campeche, a Mèxic, comandant 4 navilis, en 1668 el pirata anglès Henry Morgan. Una de les seves terribles gestes va ser l'atac a la vila del Port Príncep (Camagüey), caminant uns 70 quilòmetres terra endins, Morgan a Puerto Príncipe va saquejar i cremar al seu antull, i fins i tot va assassinar famílies de colons indefensos que s'havien refugiat a l'església.
Espanya va reconèixer la possessió anglesa de Jamaica i les illes Caiman en el Tractat de Madrid de 1670.
Un altre pirata va ser el cubà Diego Grill (el mulat, nascut a l'Havana de pare espanyol, i mare africana esclava o lliure), des de molt jove el van acceptar en una nau pirata (suposadament en una incursió a Cuba). Va arribar a comandar una petita nau de 10 canons, va realitzar grans actes de vandalisme i assassinats. Va atacar a naus espanyoles a Noveta, Camagüey. Es desconeix sobre la mort de Diego Grillo, si va ser assassinat pels espanyols, o va morir tranquil·lament gaudint de la seva fortuna a Anglaterra.
A partir de 1670 la pirateria tal com es coneix el segle xvi i XVII, amb el suport d'Anglaterra, comença a desaparèixer, ja que Espanya va reconèixer les colònies angleses, i aquests van emprendre el desmantellament dels seus bucaners a Jamaica, illa de la Tortuga, i altres llocs. La pirateria holandesa va començar a disminuir (1688), pel declivi del poder naval d'Holanda. Cal ressaltar que els actes de pirateria del segle xviii tenien el suport "encobert" del seu govern.
"La pirateria apareix generalment com a patró racional d'acció econòmica", encara el cors, el qual no és més que una contesa comercial disfressada de lluita patriòtica, que permetia als comerciants fer grans negocis mentre marins i soldats morien per la seva pàtria. En augmentar les ambicions i els beneficis, es comprèn que cal comptar amb bases, la qual cosa és realitzat per particulars i companyies de comerç que gaudeixen del monopoli"... A poc a poc els directors de la companyia es van convèncer que només mitjançant el producte de la pirateria aconseguirien quadrar els llibres de les seves empreses". La companyia West Indian va ser reconeguda com una companyia de contraban que combinava comerç amb pirateria i colonització, la seva funció era oferir béns il·lícits i esclaus als territoris espanyols i a la metròpoli amb productes exportables, més beneficiós que atacar i saquejar pobres poblacions, que en un principi van oferir forta resistència.
Finalment els anglesos van establir colònies de plantació, principalment a Jamaica, on van formular els seus propis patrons de comerç monopolista, els francesos amb els seus pirates es van assentar a la part nord-occidental de l'Espanyola i van aprofitar la indústria del tabac.
Durant la legislatura anglesa, Jamaica va arribar a ser el major país exportador de sucre a escala mundial, ja que va arribar a produir aproximadament 77.000 tones de sucre anuals entre 1820 i 1824, proesa que va ser aconseguida a través de la tasca d'esclaus africans. El 1834 es va abolir l'esclavitud, després que hi va haver una revolució contra els colons britànics, que després va ser sufocada. El 1958 es va incorporar a la Federació de les Índies Occidentals, fins al 1961.

### Guerres i revoltes a Jamaica
A Jamaica, en el període de la colonització britànica, va patir les següents guerres i revoltes destacades:
- Primera Guerra Cimarrón (1665-1740)
- Guerra de Tacky (1760)
- Segona Guerra Cimarrón (1795-96)
- Guerra Baptista (1831-32)
- Rebel·lió de Morant Bay (1865)

## Jamaica independent
Al maig de 1960 Alexander Bustamante, líder del JLP (Jamaican Labour Party, o Partit jamaicà del Treball) va declarar la seva oposició al fet que Jamaica seguís sent part de les Índies Occidentals. El partit que era al poder, el People's National Party va convocar un referèndum en el qual es votava la independència. El dia 6 d'agost de 1962 Jamaica aconseguia la seva independència.
Des de llavors la història política de l'illa ha estat força convulsa. Entre 1970 i 1980 les disputes polítiques entre el PNP de Michael Manley i el JLP d'Edward Seaga van protagonitzar multitud de fets violents dins de l'illa.